# Затворена механична система
Затворена механична система е множество от обекти, върху които не действат външни сили. Всички фундаментални закони във физиката важат без грешка само за такива системи.
В реалния свят не е възможно да се постигне идеална затворена механична система, тъй като в нея е възможно да се определят с произволна точност местоположението и скоростта на всеки обект. Това обаче е нереализеруемо поради принципа за несъответствието на Хайзенберг.
Въпреки това може да се приеме, че съществува близка до идеалната затворена механична система, ако външните сили действащи върху системата са пренебрежимо малки. Например, ако подхвърлим топка на Луната, системата Луна - топка може да се счете за затворена, тъй като на Луната почти липсва атмосфера, която да причинява въздушно съпротивление. В действителност обаче върху топката със своята гравитация действат всички космически обекти в Слънчевата състема, затова разглежданата система не е напълно затворена. Това, което позволява да се приложат всички фундаментални закони за тази система, е фактът, че от Гравитационния закон на Нютон посочените външни сили са твърде малки, за да имат някакво съществено влияние. В действителност гравитационното привличане на топката от Слънцето в случая е равно на:
{\displaystyle F=\gamma {\frac {M.m}{R^{2}}};}{\displaystyle \gamma =6,67.10^{-11}{\frac {m^{3}}{kg.s^{2}}}}
, където {\displaystyle M} е масата на Слънцето, {\displaystyle m} е масата на топката, а {\displaystyle R} е разстоянието между Слънцето и топката, чийто квадрат е несравнимо по-голям от {\displaystyle \gamma .M.m}. Затова {\displaystyle F\approx 0}.